# Alp 2500
Alp 2500 es el nombre que recibe la unión de dos estaciones de esquí alpino: La Molina y Masella, ambas en el término municipal de Alp, en la Cerdaña, provincia de Gerona, (Cataluña, España). Se puede participar de las actividades de cada estación por separado o bien de la combinación de las dos con un forfait común. La agrupación surgió para hacer frente a las otras estaciones del Pirineo. 
- Datos: Q647410